# Mistrzostwa Świata w Kolarstwie Torowym 1977
74. Mistrzostwa Świata w Kolarstwie Torowym 1977 odbyły się w wenezuelskim San Cristóbal. W programie mistrzostw znalazło się dwanaście konkurencji: sprint i wyścig na dochodzenie dla kobiet, a dla mężczyzn: sprint, wyścig na dochodzenie, wyścig ze startu zatrzymanego zarówno dla zawodowców jak i amatorów, wyścig drużynowy na dochodzenie zawodowców, wyścig tandemów, wyścig na 1000 m oraz jedna nowa konkurencja – wyścig punktowy amatorów.

## Medaliści

### Kobiety
| Konkurencja                        | Złoto            | Srebro         | Brąz          |
| ---------------------------------- | ---------------- | -------------- | ------------- |
| Sprint indywidualny                | Galina Cariowa   | Sue Novara     | Iva Zajíčková |
| Wyścig indywidualny na dochodzenie | Wiera Kuzniecowa | Anne Riemersma | Karen Strong  |

### Mężczyźni
| Konkurencja                                   | Złoto                                                                      | Srebro                                                              | Brąz                                                                              |
| --------------------------------------------- | -------------------------------------------------------------------------- | ------------------------------------------------------------------- | --------------------------------------------------------------------------------- |
| Sprint indywidualny amatorów                  | Hans-Jürgen Geschke                                                        | Emanuel Raasch                                                      | Lutz Heßlich                                                                      |
| Wyścig indywidualny na dochodzenie amatorów   | Norbert Dürpisch                                                           | Uwe Unterwalder                                                     | Daniel Gisiger                                                                    |
| Wyścig ze startu zatrzymanego amatorów        | Gaby Minneboo                                                              | Bartolomé Caldentey                                                 | Rainer Podlesch                                                                   |
| Sprint indywidualny zawodowców                | Kōichi Nakano                                                              | Yoshikazu Sugataa                                                   | John Nicholson                                                                    |
| Wyścig indywidualny na dochodzenie zawodowców | Gregor Braun                                                               | Knut Knudsen                                                        | Steve Heffernan                                                                   |
| Wyścig ze startu zatrzymanego zawodowców      | Cees Stam                                                                  | Wilfried Peffgen                                                    | Pietro Algeri                                                                     |
| Wyścig drużynowy na dochodzenie               | NRD · Norbert Dürpisch · Gerald Mortag · Matthias Wiegand · Volker Winkler | RFN · Günther Schumacher · Peter Vonhof · Hans Lutz · Henry Rinklin | Szwajcaria · Robert Dill-Bundi · Daniel Gisiger · Hans Känel · Walter Baumgartner |
| Wyścig na 1000 m                              | Lothar Thoms                                                               | Günther Schumacher                                                  | Hans Ledermann                                                                    |
| Tandemy                                       | Czechosłowacja · Vladimír Vačkář · Miroslav Vymazal                        | ZSRR · Władimir Siemieniec · Aleksandr Woronin                      | NRD · Horst Gewiss · Wolfgang Schäffer                                            |
| Wyścig punktowy amatorów                      | Constant Tourné                                                            | Jan Faltyn                                                          | Nikołaj Makarow                                                                   |

## Klasyfikacja medalowa
| Miejsce | Państwo           |   |   |   | Razem |
| ------- | ----------------- | - | - | - | ----- |
| 1.      | NRD               | 4 | 2 | 1 | 7     |
| 2.      | ZSRR              | 2 | 1 | 1 | 4     |
| 3.      | Holandia          | 2 | 1 | 0 | 3     |
| 4.      | RFN               | 1 | 3 | 2 | 6     |
| 5.      | Japonia           | 1 | 1 | 0 | 2     |
| 6.      | Czechosłowacja    | 1 | 0 | 1 | 2     |
| 7.      | Belgia            | 1 | 0 | 0 | 1     |
| 8.      | Hiszpania         | 0 | 1 | 0 | 1     |
|         | Norwegia          | 0 | 1 | 0 | 1     |
|         | Polska            | 0 | 1 | 0 | 1     |
|         | Stany Zjednoczone | 0 | 1 | 0 | 1     |
| 12.     | Szwajcaria        | 0 | 0 | 3 | 3     |
| 13.     | Australia         | 0 | 0 | 1 | 1     |
|         | Kanada            | 0 | 0 | 1 | 1     |
|         | Wielka Brytania   | 0 | 0 | 1 | 1     |
|         | Włochy            | 0 | 0 | 1 | 1     |